# Trapez-Bodeneule

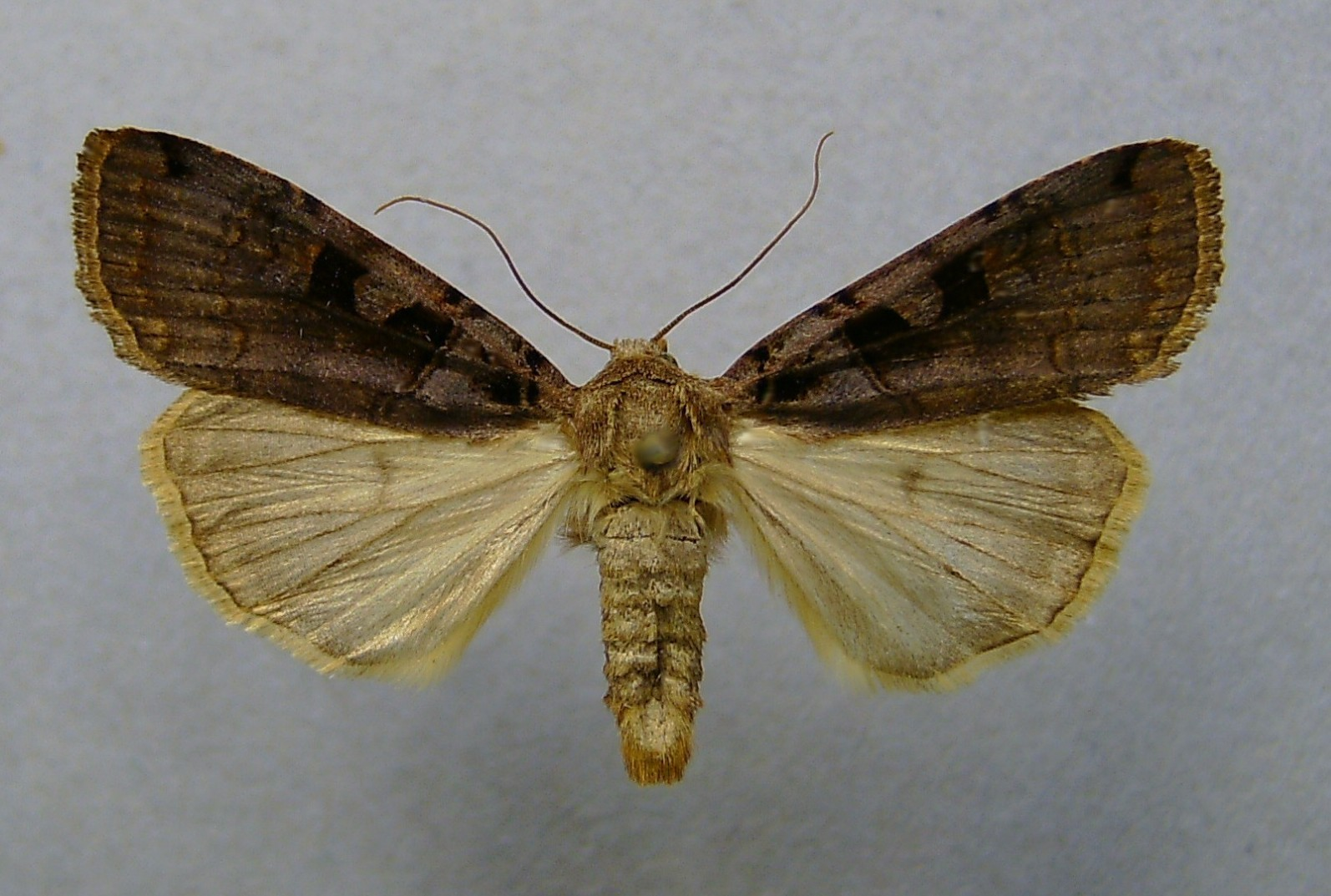
Präparat einer Trapez-Bodeneule

Die Trapez-Bodeneule (Xestia ditrapezium), auch Ditrapez-Erdeule genannt, ist ein Schmetterling (Nachtfalter) aus der Familie der Eulenfalter (Noctuidae).

## Merkmale

### Falter
Die Falter erreichen eine Flügelspannweite von 38 bis 47 Millimetern. Die Vorderflügel haben eine vergleichsweise schmale Form und sind dunkelbraun, rotbraun oder violettbraun gefärbt. Im Wurzelfeld zeigt sich ein kleiner, schwarzer Fleck. Zwischen Ring- und Nierenmakel sowie der inneren Querlinie befinden sich große, weiter verdunkelte, schwarze Flecke, die zuweilen C-förmig oder U-förmig verbunden sind. Die äußere Querlinie ist dünn und doppelt ausgebildet. Die Wellenlinie endet am Costalrand in einem schwarzen Fleck. Die Hinterflügel sind zeichnungslos gelbgrau und stets wesentlich heller als die Vorderflügel.

### Raupe, Puppe
Erwachsene Raupen haben eine graubraune oder rotbraune Grundfarbe, eine dünne, dunkle Rückenlinie und eine bräunliche Marmorierung. Auf den hintersten Segmenten sind einige schwärzliche Striche zu erkennen. Die Puppe ist durch eine dunkelbraune Farbe sowie zwei lange, leicht gebogene Dornen am Kremaster charakterisiert.

### Ähnliche Arten
Eine große Ähnlichkeit besteht zur Triangel-Bodeneule (Xestia triangulum) sowie auch zur ostasiatischen Art Xestia kollari. Während triangulum heller braun gefärbt ist und breitere Vorderflügel aufweist, unterscheidet sich kollari meist durch ein dunkleres Mittelfeld und dunklere Hinterflügel. Das ebenfalls ähnliche Schwarze C (Xestia c-nigrum) ist am weißgrauen Bereich zwischen Nieren- und Ringmakel zu erkennen.

## Verbreitung und Vorkommen
Die Art kommt in West- und Mitteleuropa, durch die gemäßigte Zone bis Ostasien und Tibet vor.  In den Alpen steigt sie bis auf eine Höhe von etwa 1800 Metern. Die Trapez-Bodeneule bewohnt vorzugsweise Wälder, Uferzonen von Gewässern, Strauch- und Gebüschzonen sowie Parklandschaften.

## Lebensweise
Die nachtaktiven Falter fliegen hauptsächlich von Mai bis August in einer Generation im Jahr. Sie besuchen künstliche Lichtquellen sowie Köder, gelegentlich auch die Blüten des Zwerg-Holunders (Sambucus ebulus).  Die Raupen sind ab September zu finden. Sie ernähren sich von verschiedenen Pflanzen, dazu gehören:
- Heidelbeere (Vaccinium myrtillus),
- Himbeere (Rubus idaeus),
- Schlehdorn (Prunus spinosa),
- Birken (Betula) und
- Erlen (Alnus).

Sie überwintern und verpuppen sich im Mai des folgenden Jahres in einer Erdhöhle.

## Gefährdung
Die Trapez-Bodeneule ist in Deutschland regional nicht selten und wird auf der Roten Liste gefährdeter Arten als nicht gefährdet geführt.